# Ernst Mayr
Ernst Walter Mayr (Kempten, 1904. július 5. – Bedford, 2005. február 3.) a 20. század egyik vezető evolúciós biológusa. Emellett elismert taxonómus, trópusi kutató, ornitológus, biológiai filozófus és tudománytörténész volt. Munkája hozzájárult ahhoz a fogalmi forradalomhoz, amely a mendeli genetika, a rendszertan és a darwini evolúció modern evolúciós szintéziséhez, valamint a biológiai fajkoncepció kialakulásához vezetett.

## Fordítás
- Ez a szócikk részben vagy egészben  az   Ernst Mayr című angol Wikipédia-szócikk ezen változatának fordításán alapul.  Az eredeti cikk szerkesztőit annak laptörténete sorolja fel. Ez a jelzés csupán a megfogalmazás eredetét és a szerzői jogokat jelzi, nem szolgál a cikkben szereplő információk forrásmegjelöléseként.